# 원미도서관
원미도서관은 경기도 부천시 원미구 원미동 소재의 시립 도서관이다.
원래 이름은 '중앙 도서관(中央図書館)'이었다. 기술 과학 및 청소년 진로 특화가 기본이 된다. 그것에다 1층에 있는 제1 일반 자료실에 예술·언어·문학·역사 도서가 소장되어 있고 2층에 있는 제2 일반 자료실에 총류·철학·종교·사회과학·자연과학·기술 과학(특화 부문) 도서가 소장되어 있다.
3층에 원미 청정 구역이 갖추어져 있고 지하 1층에 부천 씨앗길 센터가 갖추어져 있다.

## 연혁
- 1994.07.01 중앙도서관으로 개관
- 2000~2001 경기도 공공도서관 평가 '최우수도서관' 선정(2년연속)
- 2004.03.24 한국도서관협회 주관 『한국도서관상』수상
- 2004.12.16 '국회도서관'과 학술정보 상호협력협정체결
- 2007.11. 문화관광부 주관 작은 도서관 운영 "전국 최우수 기관" 선정
- 2009. 국립중앙도서관 주관'공공도서관 협력업무 최우수기관' 선정
- 2011.02. 2010년 경기도 공공도서관 평가 협력부문 "우수도서관" 선정
- 2011.09.19 행정기구개편 및 지식정보센터로 승격
- 2012.06. 대학도서관과의 자료공유협약체결(서울신학대학교 도서관)
- 2013.10. 통합 도서관리 정보시스템 구축 (32개 기관)

## 시설현황
- 3층: 일반열람실(2,3), 여학생열람실(1), 남학생열람실(4), 휴게실
- 2층: 정기간행물실, 어학실(멀티미디어실 포함), 전자정보실, 청소년학습자료실
- 1층: 종합자료실, 아동열람실, 장애인실 주제전문자료실(기술과학)
- 지하1층: 시청각실, 구내식당, 기전실

## 이용 안내
이용 시간
- 자료실: 평일 09:00~18:00(종합자료실 외 자료실) / 평일 09:00~22:00(종합자료실) / 토·일요일 09:00~17:00
- 열람실: 매일 07:00~22:00

휴관일
- 매주 월요일
- 일요일을 제외한 법정공휴일(단, 국경일이 일요일인 경우 휴관)